# Barrio de San Joaquín
Barrio de San Joaquín är en ort i Mexiko, tillhörande kommunen Jocotitlán i den nordvästra delen av delstaten Mexiko. Orten hade 570 invånare vid folkräkningen 2010.